# 陈文韶
陈文韶（1937年9月—），男，浙江永康人，中华人民共和国政治人物，曾任浙江省教育委员会主任，浙江省政协副主席。